# Crystal Bowersox
Crystal Lynn Bowersox, född 4 augusti 1985 i Elliston i Ottawa County i Ohio, är en amerikansk sångerska. Hon kom på andra plats i American Idol 2010 efter vinnaren Lee DeWyze.

## Diskografi
- 2010 – Farmer's Daughter
- 2013 – All That for This